# Kos (otok)
Kos je grški otok s površino 287 km², ki leži v Egejskem morju približno štiri kilometre pred obalo Male Azije in je eden izmed otokov Dodekaneza. Imenovan je tudi Hipokratov otok. Glavno in največje mesto na otoku je Kos. Na njem živi okrog 30.000 prebivalcev, povečini Grkov. Večinoma se preživljajo s turizmom. Na vsem otoku je več kot sto najrazličnejših hotelov. 26 kilometrov od mesta Kos se nahaja mednarodno letališče. Na otok je možno priti tudi s trajektom; dvakrat dnevno je povezan s Pirejem (Atene).

## Geografija
Otok je dolg približno 40 km in ima 112 km obale.

### Podnebje
Otok Kos je zelo vetroven in zaradi tega ne čutimo tolikšne toplote. Povprečna temperatura zraka v juliju je 32 stopinj, morja pa 24 stopinj. V poletnih mesecih skorajda ni padavin, so pa zato izrazitejše pozimi.

### Pomembnejša naselja
- Kos
- Zipari (9 km)°
- Zia (14 km)
- Tigaki (12 km)
- Marmari (15 km)
- Pyli (15 km)
- Mastihari (32 km)
- Antimachia (25 km)
- Kardamena (30 km)
- Kefalos (42 km)

° - v oklepajih navedeni kilometri predstavljajo oddaljenost od glavnega mesta
Kraji so medsebojno dobro povezani z mestnimi in primestnimi avtobusnimi linijami.

### Plaže
Na otoku je več vrst plaž, od prodnatih do peščenih. Turistično najbolj prepoznavne so:
- Paradiso beach
- Sonny beach
- Camel Beach

Na vseh plažah je vstop brezplačen, plačljivi so senčniki in ležalniki.

## Zgodovina
Otok ima 6000 let dolgo in bogato zgodovino. Naseljen je bil že v neolitiku, iz obdobja Stare Grčije je ohranjenih več stvari. Najpomembnejši človek tistega časa je bil Hipokrat, ki je bil na otoku tudi rojen in je ustanovil tudi svojo bolnišnico. Zatem so otok zasedli Rimljani, katerih ostanki številnih objektov so še danes vidni. Skoraj 400 let so na otoku gospodovali Turki, zatem je otok nekaj časa zasedala Italija, od leta 1948 pa tudi formalno pripada Grčiji.

### Pomembnejši naravni in kulturno-zgodovinski pomniki
- Grad pred pristaniščem mesta Kos
- 600 let staro drevo, imenovano Hipokratova platana
- Odeum, amfiteater
- ostanki rimske naselbine
- Asklepieion
- številne grške cerkve
- Empros Thermes
- slano jezero Aliki
- Grad v Antimachii